# Liquid Silicone Rubber

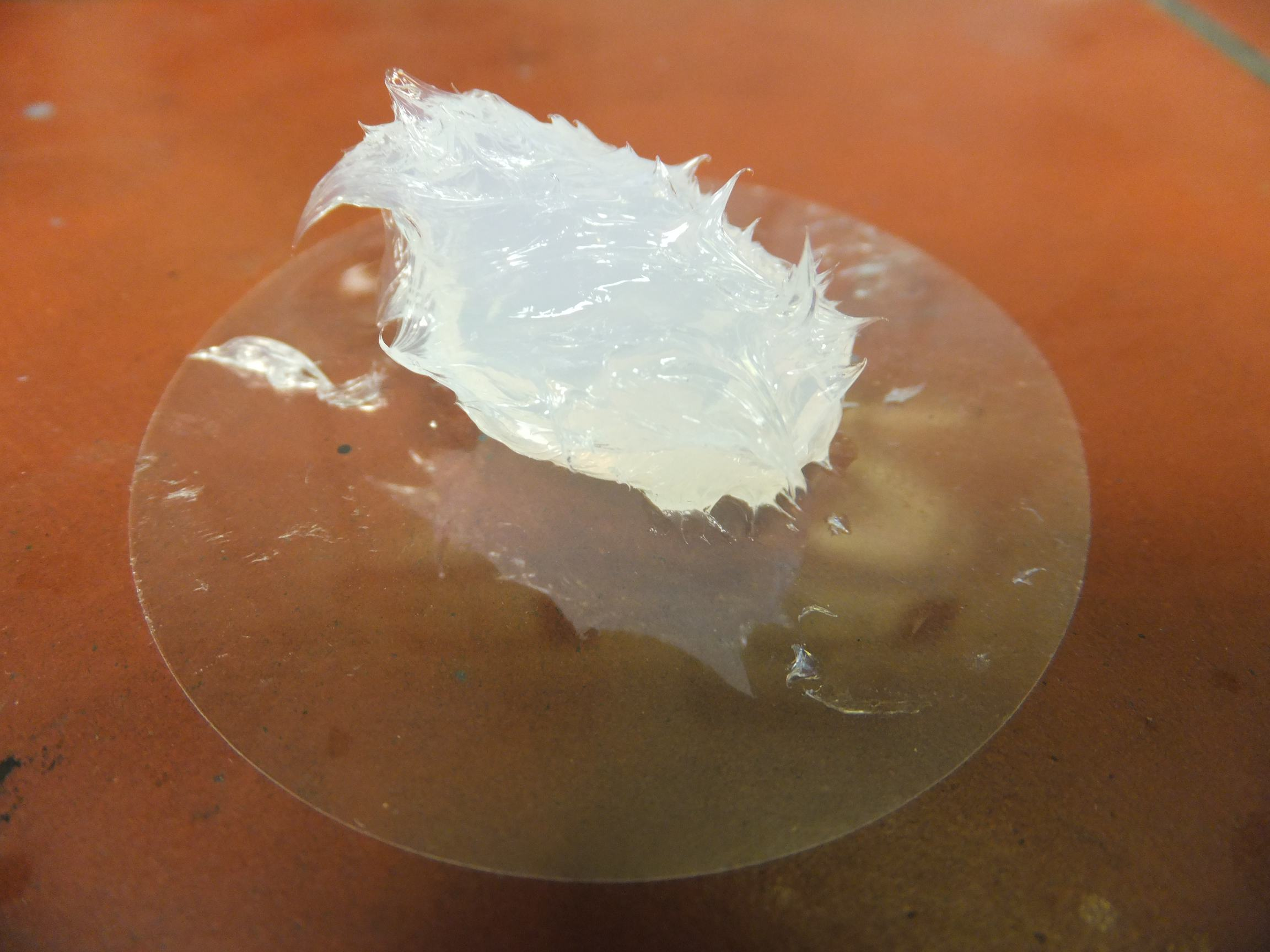
LSR-Probe zur Messung im Vulkameter

Das Liquid Silicone Rubber (LSR)-Verfahren (dt.: Flüssig-Silikon) ist ein Verfahren zur Herstellung von Formteilen aus Silikonkautschuk durch Spritzgießen oder 3D-Druck aus flüssigen oder niedrigviskosen Zweikomponenten-Bestandteilen.
Typische Bestandteile eines LSR-Silikonkautschuks:
- Lineare Siloxane: ca. 70 %
- Füllstoffe: ca. 30 %
- Additive: ca. 1 %

## Produkte
Produkte aus Liquid Silicone Rubber sind aufgrund der universellen Materialeigenschaften vielseitig einsetzbar. In der Automobilindustrie reicht es beispielsweise von Schutzmänteln für Zündkerzenstecker, Schalterabdeckungen und Regensensoren über Membranen für Zentralverriegelungen bis hin zu Scheinwerferabdichtungen, in der Elektrotechnik von Schaltmatten über Anodenkappen bis zu Elektrosteckern. Auch in der Dental- und Medizintechnik werden LSR-Teile etwa als Herzkatheter, Trink- und Beruhigungsschnuller, Kontaktlinsen oder Beatmungsmasken eingesetzt. Ein weiterer Schwerpunkt ist die Haushalts- und Sanitärtechnik. Dichtringe, Strahleinsätze für Duscharmaturen oder Dichtungen für Mischbatterien bestehen aus LSR.

## Vielseitige Materialtypen
Verschiedene Silikon-Materialtypen und die Möglichkeiten für eine Verbindung mit Metallen und Kunststoffen machen Flüssigsilikone für viele Anwendungsgebieten einsetzbar. Generell werden viele LSR-Materialtypen in Härten von 20 bis 70 Shore A angeboten.
Unterschieden werden:
- Standardtypen
- Elektrisch leitfähige Typen
- Fluorsilikontypen
- Typen für Medizintechnik
- Ölausschwitzende Silikone
- Schnellvernetzende Typen
- Haftmodifizierte Typen
- Hochtransparente Typen für optische Anwendungen

## Verarbeitungsmethoden
Spritzgießmaschine für Flüssig-Silikon müssen speziell auf dessen Verarbeitung ausgelegt sein.

### Spritzguss
Das niedrigviskose und heißvulkanisierende Zwei-Komponenten-Silikon wird vom Materiallieferanten in 20-Liter- oder 200-Liter-Gebindeeinheiten A und B gebrauchsfertig zur Verfügung gestellt. Die beiden additionsvernetzenden Komponenten werden mit einer Mehrkomponenten-Misch- und Dosieranlage unter Druck einem Mischblock zugeführt. Das bis dahin getrennt geförderte Material wird in dieser Einheit im Verhältnis 1:1 gemischt. Zur Farbgestaltung beziehungsweise zur Änderung bestimmter Material- oder Produkteigenschaften können auch Farben und Additive mit einem Anteil von 0,3 bis ca. 4 % zugemischt werden. Durch einen Statikmischer im Mischblock wird das reaktive Materialgemisch unter Druck dem LSR-Zylinder zugeführt. Um eine frühzeitige Vulkanisation im Zylinder zu verhindern, wird die spezielle LSR-Schneckeneinheit auf ca. 20–25 °C temperiert. Je nach Schneckendurchmesser bzw. Gewindesteigung findet eine dynamische Mischung im Zylinder statt. Vom Zylinder gelangt das LSR über einen Kaltkanal in das Werkzeug. Das Werkzeug wird auf 170 bis 220 °C beheizt. Durch die hohen Temperaturen vernetzt das LSR in Sekunden. Aufgrund der niedrigen Viskosität und der hohen Spritzdrücke müssen Werkzeuge mit sehr geringen Toleranzen gefertigt werden. Zu hohe Toleranzen führen zu Grat- und Schwimmhautbildung. Resultierend aus den engen Toleranzen, dichtet das Werkzeug unter Hochdruck sehr gut ab, weshalb vor dem Einspritzen evakuiert werden muss. Lufteinschlüsse würden zu Brennstellen, Oberflächen- und Füllproblemen führen. Aufgrund des hohen Einkaufspreises wird versucht, mittels Kaltkanaltechnik angussfrei zu fertigen. Dies führt zum einen zu einer Geldersparnis, zum anderen zu verringerten Zykluszeiten, da das Entformen des Angusses entfällt. Zum Entformen der oft sehr weichen und instabilen Artikel werden entweder Handhabungsgeräte oder Entnahmeroboter eingesetzt. Die Handhabungsgeräte sind entweder mit Druckluft oder Ausbürstvorrichtungen ausgestattet.

### 3D-Druck
Bei der additiven Fertigung wird hochviskoses, additionsvernetzendes Zwei-Komponenten-Silikon durch Materialextrusion schichtweise zusammengefügt, um Werkstücke aus 3D-Modelldaten zu erzeugen. Aufgrund der hohen Viskosität (800–1200 Pa.s) hat das Werkstück während des Druckvorgangs eine ausreichende Eigenstabilität, lässt sich deshalb aber nur mit Exzenterschneckenpumpen präzise genug dosieren.

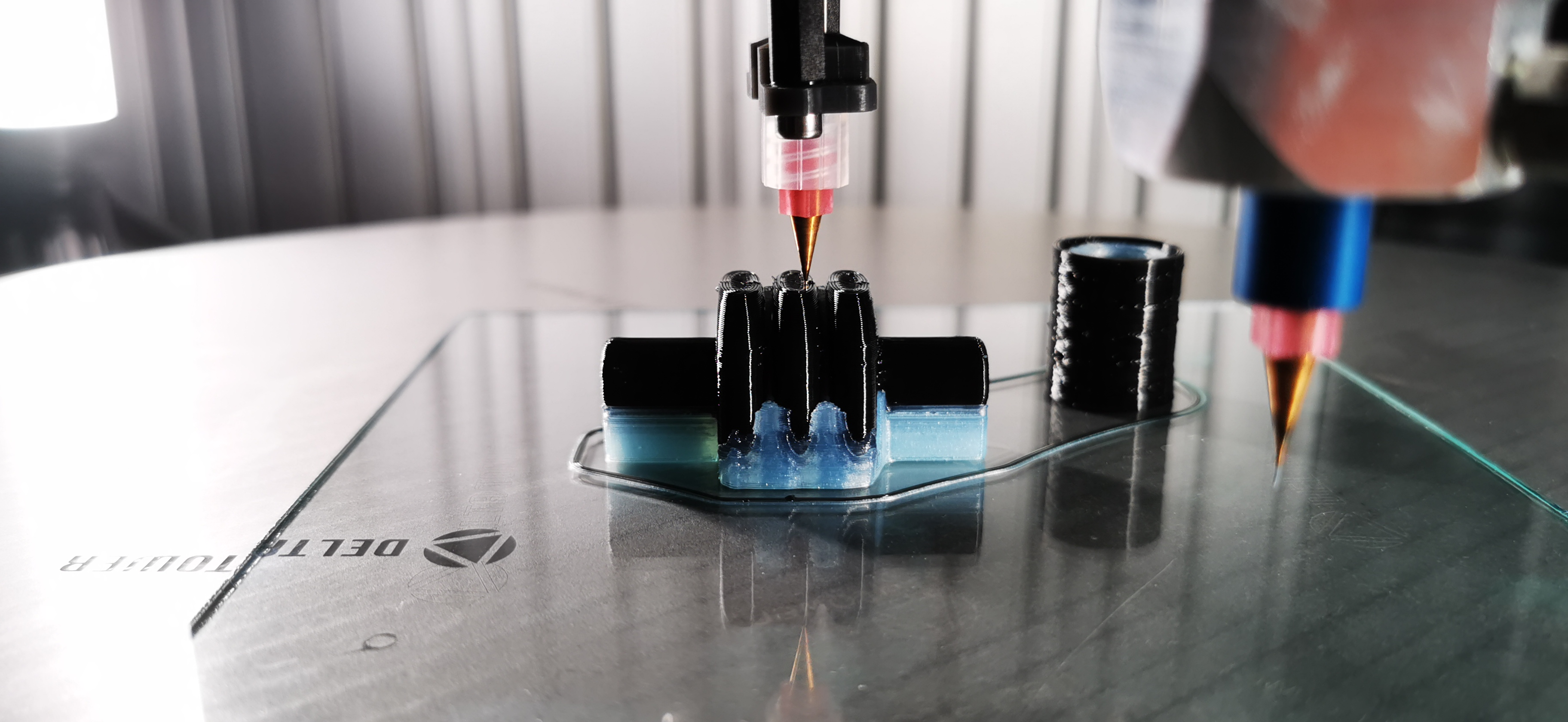
3D-Druck von LSR mit Stützmaterial mit einem Deltatower 3D-Drucker.

Die beiden Komponenten werden durch Präzisions-Dosierpumpen, die am Druckkopf befestigt sind, mit bis zu 35 Bar Druck durch einen statischen Mischer mit einer abschließenden Düse gepresst und als Filament zur additiven Fertigung verwendet. Eine zweite Dosierpumpe extrudiert ein kompatibles, auswaschbares Stützmaterial.
Nach Abschluss des Druckvorgangs wird das Werkstück schrittweise erhitzt, damit das LSR vernetzt. In einem ersten Schritt wird es inklusive des Stützmaterials eine Stunde lang bei 80 °C erwärmt, so dass das LSR formstabil wird. Nach diesem Schritt wird das Stützmaterial durch Auswaschen entfernt. Schließlich erfolgt ein zweites, mehrstündiges Erhitzen bei 150 °C und teilweise noch dritte bei 200 °C, bis das LSR vollständig vernetzt ist und die erwünschten Materialeigenschaften erreicht.